# Abbey Road Studios

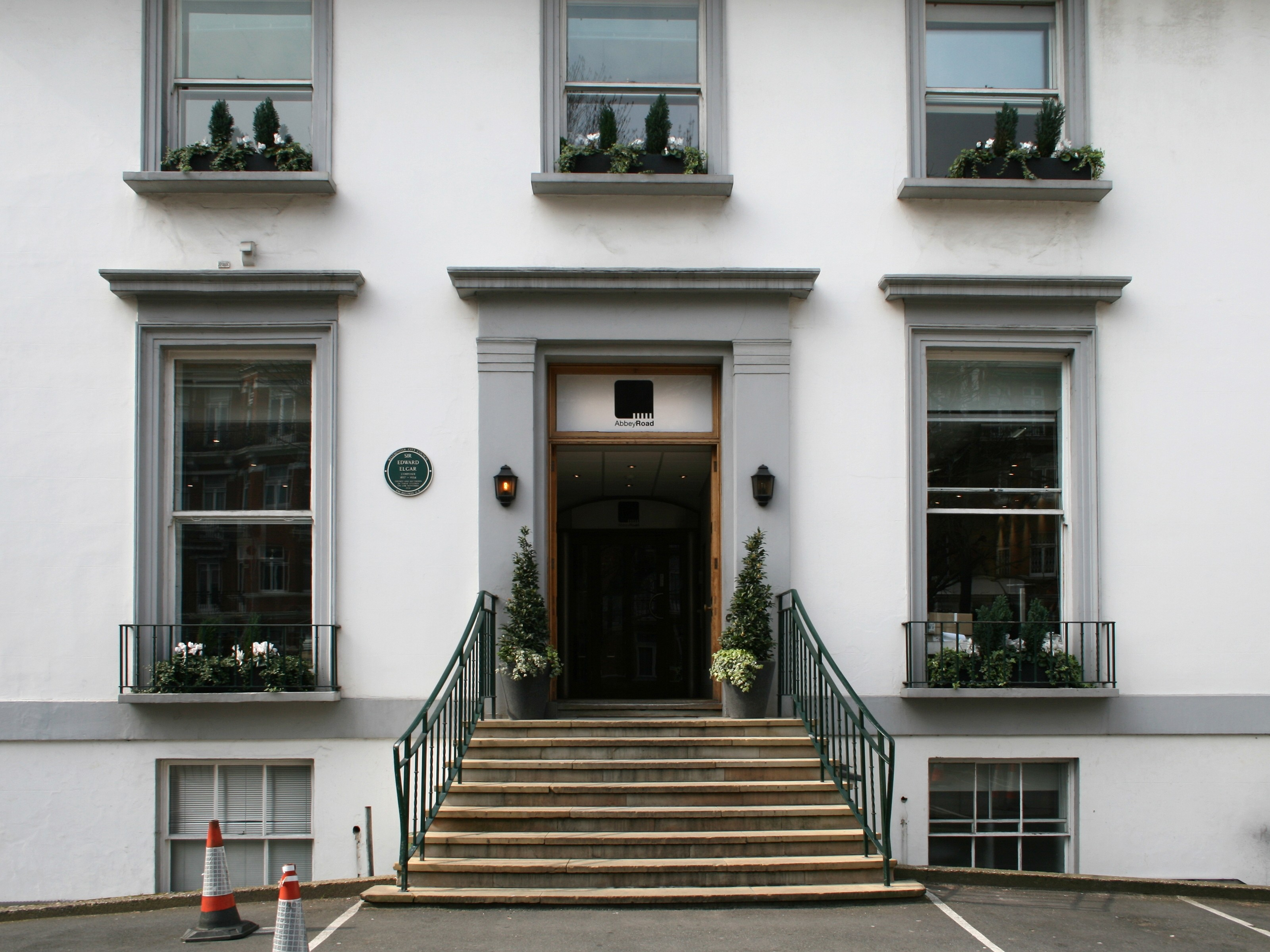
Abbey Road Studios

Abbey Road Studios (do roku 1970 EMI Studios), vytvořená v listopadu 1931 firmou EMI v Londýně, jsou považována za prestižní ikonu nahrávacích studií. Nachází se v ulici Abbey Road v St John's Wood v londýnském obvodu Westminster. Krom přímého použití na nahrávání nových alb se jeho technické vybavení používá i na remasterování množství nahrávek klasické hudby, které vznikly v Kingsway Hall.

## Umělci, kteří tu nahrávali
Ve studiích na Abbey Road nahrávali i Beatles, Cliff Richard, Deep Purple, Radiohead, Al Stewart, Pink Floyd, U2, Oasis, The Shadows, Morrissey-Mullen, Elliott Smith a Plácido Domingo.
V studiu dva nahrávali The Hollies, Manfred Mann, The Seekers, Gerry & the Pacemakers, Martin Briley, Mrs Mills, Miroslav Žbirka a jiní.

## Nahrávací a mixovací konzole
- Studio jedna: 72 Fader Neve 88RS
- Studio dva: 60 Fader Neve VR Legend
- Studio tři: 96 Fader Solid State Logic 9000 J
- Penthouse: 48 Fader Neve DFC Gemini